# Kyle Doyle
Kyle Doyle (* 27. April 1981 in Sarnia, Ontario) ist ein deutsch-kanadischer Eishockeyspieler, der zuletzt beim EV Landshut in der Eishockey-Oberliga unter Vertrag stand.

## Karriere
Kyle Doyle begann seine Karriere als Eishockeyspieler in der Mannschaft der Colgate University, in der er von 2000 bis 2004 aktiv war. Anschließend wechselte er zum EC Peiting in die Oberliga, für die er die folgenden beiden Jahre spielte, ehe er im Sommer 2006 von deren Ligarivalen Hannover Indians verpflichtet wurde. Bei den Indians gehörte der Center zu den Topscorern und hatte mit 103 Scorerpunkten, darunter 43 Tore, in insgesamt 60 Spielen maßgeblichen Anteil am Aufstieg der Niedersachsen in die 2. Bundesliga. In dieser gab der Kanadier am 11. September 2009 im Spiel gegen den SC Riessersee sein Debüt im professionellen Eishockey. Nach einem Jahr beim SC Riessersee erhielt er keinen weiteren Vertrag für die Saison 2011/12 und wechselte Anfang Dezember 2011 zum EV Lindau in die viertklassige Bayernliga. Kyle Doyle erhielt Anfang August 2012 einen Tryout-Vertrag bei den Kassel Huskies, der später verlängert wurde.
Seit dem 7. Februar 2013 besitzt Doyle auch die deutsche Staatsbürgerschaft. Im September 2014 wurde der Angreifer vom EV Landshut aus der DEL2 mit einem Einjahresvertrag ausgestattet, wo er bis zum Ende der Saison 2016/17 unter Vertrag stand.

## Erfolge und Auszeichnungen
- 2009 Aufstieg in die 2. Bundesliga mit den Hannover Indians
- 2009 Bester Center der Oberliga
- 2011 Oberliga-Meister mit dem SC Riessersee
- 2011 Aufstieg in die 2. Eishockey-Bundesliga mit dem SC Riessersee
- 2014 Aufstieg in die DEL2 mit dem Kassel Huskies

## Karrierestatistik
(Legende zur Spielerstatistik: Sp oder GP = absolvierte Spiele; T oder G = erzielte Tore; V oder A = erzielte Assists; Pkt oder Pts = erzielte Scorerpunkte; SM oder PIM = erhaltene Strafminuten; +/− = Plus/Minus-Bilanz; PP = erzielte Überzahltore; SH = erzielte Unterzahltore; GW = erzielte Siegtore; 1 Play-downs/Relegation; Kursiv: Statistik nicht vollständig) 2Meisterrunde